# Pananggapan
Pananggapan is een bestuurslaag in het regentschap Cianjur van de provincie West-Java, Indonesië. Pananggapan telt 5692 inwoners (volkstelling 2010).